# Fracción S9
La fracción S9 es un homogeneizado obtenido a partir de tejido orgánico principalmente de hígado, que se emplea para realizar ensayos biológicos. Se utiliza principalmente como activador metabólico en pruebas in vitro para evaluar la mutagenicidad de fármacos y otros xenobióticos, siendo su función la de simular el metabolismo que realizaría el organismo vivo, al tener enzimas de fase I y fase II. Se define en el "Glosario de términos usados en toxicología de la IUPAC" de la Biblioteca Nacional de Medicina de EE.UU. como "la fracción sobrenadante obtenida de un homogeneizado de órgano (generalmente hígado) mediante centrifugación durante 20 minutos en un medio adecuado; esta fracción contiene citosol y microsomas".
Estos sistemas ofrecen muchas ventajas: son más fáciles de obtener que los microsomas purificados; están disponibles comercialmente tanto por hígados individuales (para poder estudiar la variabilidad inter individual), o de un grupo de hígados con las variabilidades habituales en la población; se pueden almacenar y permanecer estables a -80 °C y pueden descongelarse fácilmente; se pueden emplear para muchos tipos de incubación diferentes y son aptos para procesos automatizados. Esto convierte a la fracción S9 en una herramienta muy útil para realizar estudios metabólicos en fases tempranas del desarrollo de fármacos.

## Aplicaciones
La fracción S9 se utiliza en el test de Ames como inductor metabólico, ya que algunas sustancias requieren activación metabólica para ser mutagénicas. Mediante la fracción S9 se acelera el metabolismo, por lo que resulta útil para evaluar la toxicidad de los metabolitos. También se utiliza en los ensayos toxicológicos de la fase preclínica en el proceso de desarrollo de un fármaco.